# Oxazoline
Oxazoline is een organische verbinding met als brutoformule C3H5NO. Het is een heterocyclische verbinding die bestaat uit een vijfring met drie koolstof-, 1 stikstof- en 1 zuurstofatoom. Oxazoline is structureel afgeleid van oxazool. Het verschil zit in de 2 extra verzadigde koolstofatomen. De verbinding vormt een vrijwel vlakke vijfring, met uitzondering van het zuurstofatoom dat juist iets uit het vlak van de ring ligt.